# 이브닝 나가사키
이브닝 나가사키(イブニング長崎)은 NHK 종합 텔레비전에서 방영되고 있는 프로그램으로 제작은 NHK 나가사키 방송국에서 한다. 2014년 3월 31일에 첫방송되어 지금까지 이어지고 있다. 

## 방송 시간
- 월 ~ 금 저녁 6시 10분 ~ 7시(50분)